# Барбер, Сэмюэл
Сэ́мюэл Ба́рбер (англ. Samuel Barber; 9 марта 1910, Уэст-Честер, Пенсильвания — 23 января 1981, Нью-Йорк) — американский композитор и музыковед.

## Биография
Родился 9 марта 1910 в Уэст-Честере (шт. Пенсильвания). Начал учиться музыке в возрасте шести лет и уже на первом году обучения обнаружил признаки композиторского дарования. В возрасте 14 лет был прослушан руководителем Консерватории Пибоди Харолдом Рэндолфом, порекомендовавшим Барберу профессиональную музыкальную карьеру, и в том же году поступил учиться в институт Кёртиса (Филадельфия), где в течение девяти лет занимался игрой на фортепиано, пением и композицией, а также брал уроки дирижирования у Ф. Райнера. В том же колледже учились Леонард Бернстайн и Джанкарло Менотти, позже ставший спутником жизни Барбера. Во время Второй мировой войны Барбер служил в Военно-воздушных силах Армии США. В 1945 году был избран почётным членом Мемориального фонда Дж. Гуггенхайма. В 1947 и 1948 годах был музыкальным консультантом Американской академии в Риме. Среди сочинений, принесших Барберу мировую известность, можно упомянуть адажио для струнного оркестра, оркестровые эссе № 1 и № 2, Кэприкорнский концерт для флейты, гобоя, трубы и струнных (Capricorn Concerto), виолончельную и фортепианную сонаты (соната для фортепьяно впервые исполнена В. Горовицем). Заболев раком, умер в Нью-Йорке 23 января 1981 года в возрасте 70-ти лет.

## Творчество
В сочинениях раннего периода обнаруживается близость к традициям романтиков. Позднее с романтическими традициями сочетались элементы неоклассицизма.
Индивидуальные черты стиля проявились в скрипичном концерте (1939), затем получили развитие в «Концерте Козерога» (иначе «Кэприкорнский концерт», «Capricorn Concerto») для флейты, гобоя, трубы и струнного оркестра, 1944), концерте для виолончели (1945), концерте для фортепиано, сюите «Медея» (1947), Сонате для фортепиано (1949).
Среди других произведений — оперы «Ванесса» (1956), «Партия в бридж» (1959, обе на либретто Дж. Менотти), «Антоний и Клеопатра» (1966, либретто Франко Дзефирелли), балет «Сувенир» («Souvenirs»,1951-52; на его основе сюиты для фортепиано и фортепиано в 4 руки), увертюра к «Школе злословия» Р. Шеридана (Overture to the School for Scandal; 1933), 2 квартета (1936 и 1948), симфонии № 1 (1936; 2-я ред. 1943) и № 2 (1944; 2-я ред. 1947), самое его известнейшее в мире и часто исполняемое Adagio для струнных (1936), 2 «эссе» для оркестра (1937 и 1942), сонаты, хоры и песни на стихи Г. Гейма, Шекспира, Дж. М. Хопкинса, Э. Дикинсон, А. Э. Хаусмана, Р. М. Рильке, У. Б. Йейтса, Дж. Джойса, У. Х. Одена, Чеслава Милоша, Ежи Харасымовича, Л. Ли и других поэтов и писателей.

## Достижения
За сонату для виолончели и фортепиано (1932) и музыку к сцене из Шелли (Music for a Scene from Shelley) — американская Римская премия (1935). Дважды лауреат Пулитцеровской премии, член Американской академии искусства и литературы.
Адажио для струнного оркестра (1936) вошло в двадцатку лучших музыкальных произведений второго тысячелетия.

## В массовой культуре
«Адажио для струнного оркестра» Барбера неоднократно использовалось в произведениях и ремиксах других современных исполнителей. Известные обработки:
- Tiësto «Adagio for strings»
- Seventh Son & Ethan North «Adagio For Strings»
- Era «Adagio for Strings [ERA Version]»
- Escala «Adagio for Strings»
- Delerium «Eternal Odyssey»
- Sacred Spirit «Adagio (after Barber)»
- Splash & Nick Austin «Adagio For Strings»
- DJ Yvan «Adagio For Strings»
- William Orbit Adagio For Strings"
- Skip Raiders «Another Day»
- Il Divo — «Dov'è L’Amore»
- Muse «Interlude» из альбома Absolution[6].
- Mark Sixma «Adagio for Strings»
- Oliver Heldens «Melody»
- Atomic Pulse «Unknown Strings»
- K Complex «Adagio»

Также эта композиция вошла в саундтрек следующих произведений:
- Фильм «Человек-слон» (1980) режиссера Дэвида Линча.
- Фильм «Взвод» (1986) режиссера Оливера Стоуна.
- Компьютерная игра «Homeworld» (1999) канадской студии Relic Entertainment.[7]